# Astragalus ovinus
Astragalus ovinus är en ärtväxtart som beskrevs av Pierre Edmond Boissier. Astragalus ovinus ingår i släktet vedlar, och familjen ärtväxter. Inga underarter finns listade i Catalogue of Life.